# Max-Weber-Platz
Der Max-Weber-Platz ist ein Platz im Stadtbezirk Au-Haidhausen in München. Der Platz wurde 1905 nach dem Haidhauser Gemeindeschreiber und späteren Münchner Magistratsrat Max Weber benannt. In einer Feierstunde wurde er am 3. Juli 1998 zusätzlich dem bekannten Soziologen und Nationalökonomen Max Weber, der von 1919 bis 1920 an der Universität München Nationalökonomie lehrte und am 14. Juni 1920 in München starb, gewidmet.

## Lage
Der Max-Weber-Platz liegt etwa 600 m östlich der Isar im Stadtbezirk 5 Au-Haidhausen und etwa einen Kilometer nordwestlich der Bahnstrecke Ostbahnhof-Leuchtenbergring.

## Verkehr
Der Max-Weber-Platz ist ein wichtiger Verkehrsknotenpunkt.

### Individualverkehr

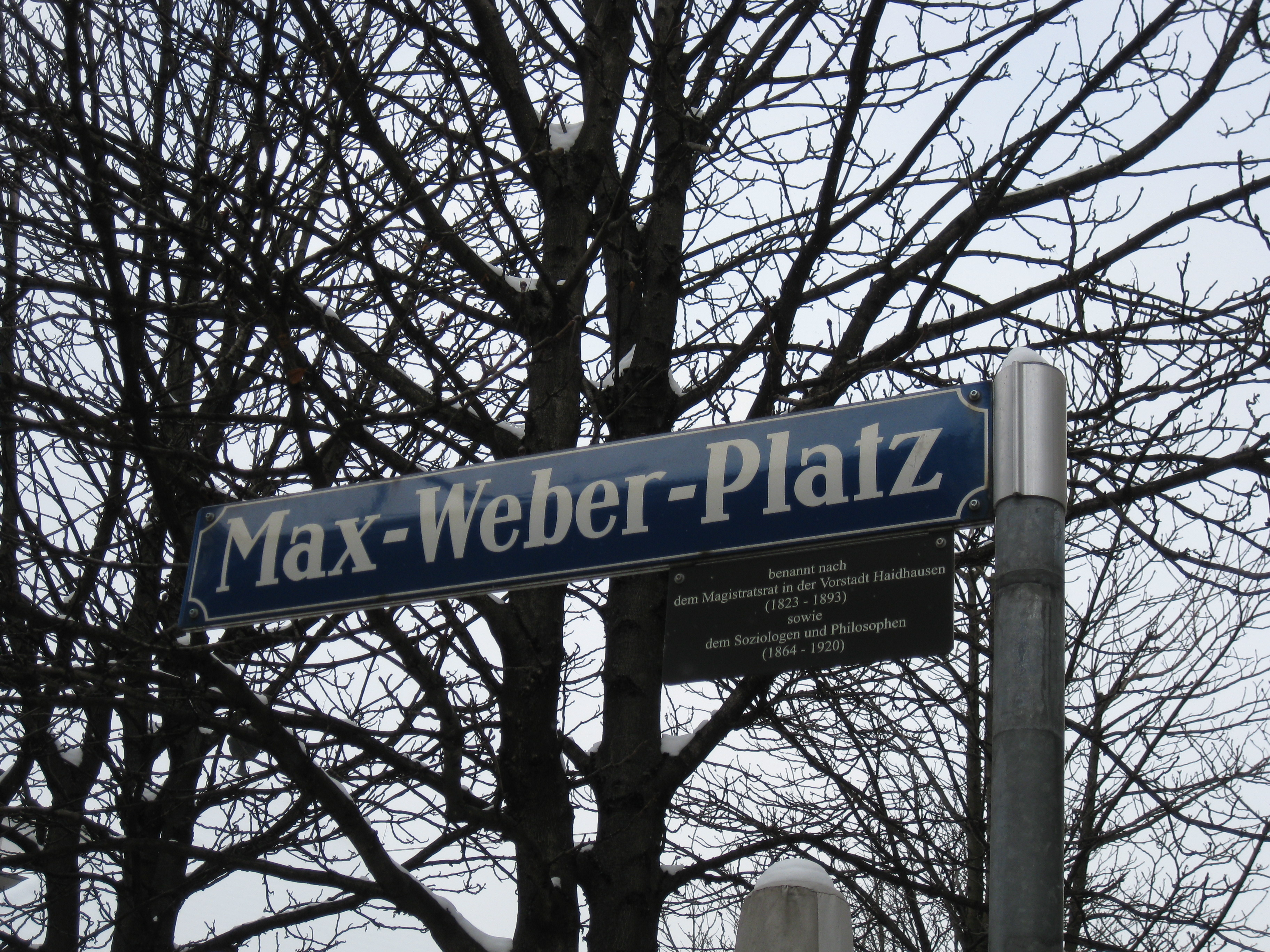
Straßenschild des Max-Weber-Platzes, benannt nach zwei Personen namens Max Weber.

An diesem Kreuzungspunkt treffen vier Hauptstraßen zusammen: Die Einsteinstraße führt Richtung Osten zum Leuchtenbergring, wo sie kurz danach auf die A94 führt. Als Innere Wiener Straße von Süden her kommend führt die Ismaninger Straße nach Norden zum Herkomerplatz und weiter zum Effnerplatz. Die Max-Planck-Straße führt nach Westen beidseitig um das Maximilianeum herum über die Maximiliansbrücke über die Isar. Westlich der Isar heißt die Straße dann Maximilianstraße.

### Öffentlicher Personennahverkehr
Auch für den ÖPNV dient der Max-Weber-Platz als Knoten- und Umsteigepunkt. Hier treffen U-Bahn-, Straßenbahn- und Buslinien aufeinander.

#### U-Bahn
An dem dreigleisigen U-Bahnhof trennen sich die U-Bahnlinien U4 und U5. Die U4 führt nach Nordosten Richtung Bogenhausen, die U5 nach Süden über Ostbahnhof zum Innsbrucker Ring, wo Umsteigemöglichkeit zur U2 besteht. Richtung Westen fahren die Linien gemeinsam Richtung Innenstadt.

#### Straßenbahn

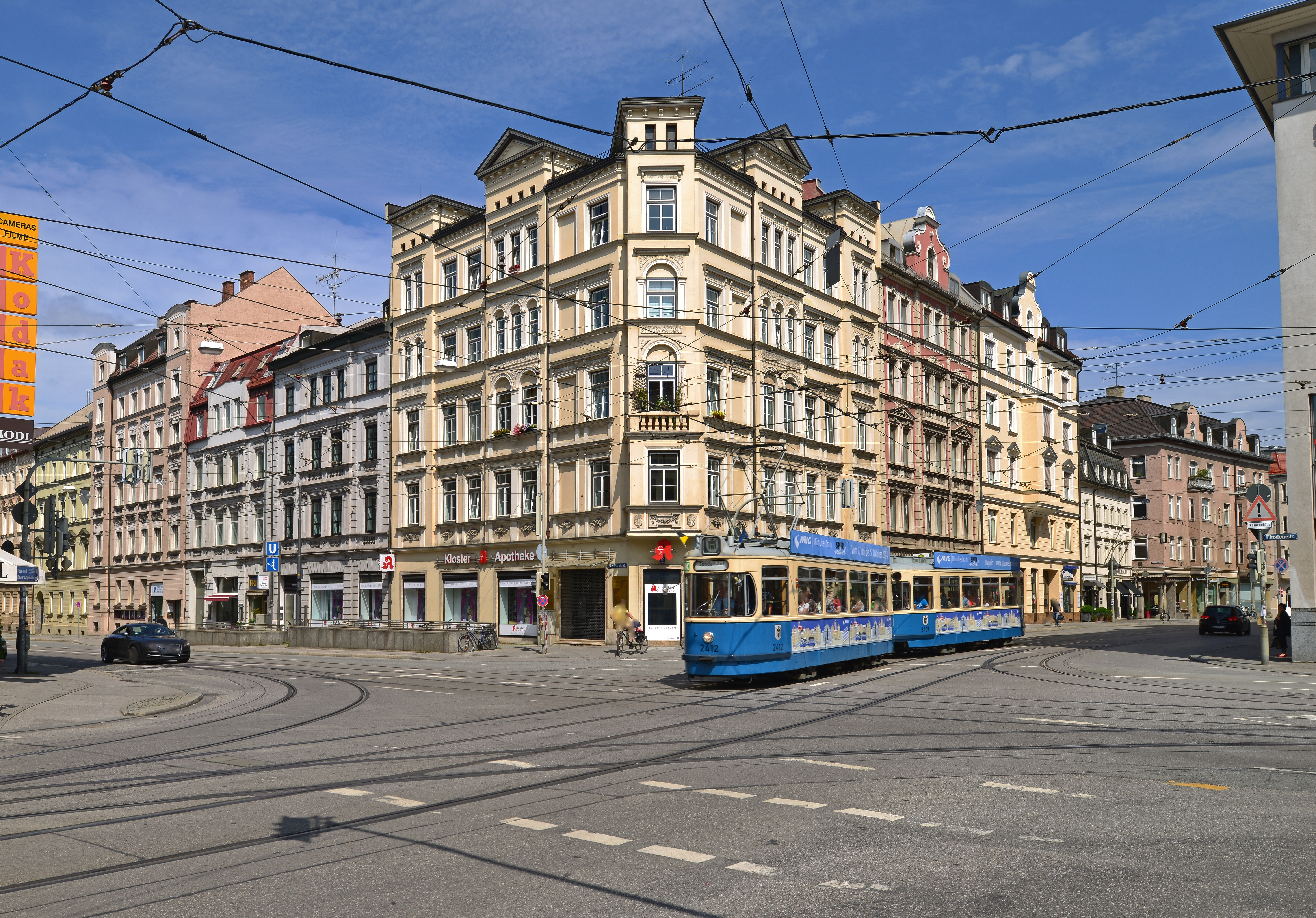
Ein M-Wagen überquert die Kreuzung am Platz.

Niveaugleich treffen hier die Straßenbahnlinien 15, 17, 19, 21 und 25 aufeinander.
Die Linie 15 beginnt am Max-Weber-Platz und führt gen Süden am Johannisplatz vorbei zum Rosenheimer Platz. Die Straßenbahnen wenden am Max-Weber-Platz, indem sie durch die Schloßstraße zur Einsteinstraße fahren und von dort in die Innere Wiener Straße abbiegen, um kurz darauf nochmals nach links in die Kirchenstraße abzubiegen. Ein Gleis am Johannisplatz wurde als Wartegleis für die Trambahnwagen angelegt. Von Dezember 2016 fuhr die Trambahnlinie 25 ab Max-Weber-Platz weiter nach Berg am Laim Bahnhof. Dies wurde im Mai 2018 zurückgenommen, seitdem wendet sie wie die Linie 15 wieder am Max-Weber-Platz.
Die Straßenbahnlinie 17 kommt von Südwesten her vom Deutschen Museum und dem Gasteig. Durch die Innere Wiener Straße trifft sie nach dem Wiener Platz auf den Max-Weber-Platz, überquert diesen und lässt die Fahrgäste nördlich davon in der Ismaninger Straße aussteigen. Auch die Fahrgäste der Gegenrichtung steigen in der Ismaninger Straße aus.
Die Linie 19 kommt seit Mai 2018 vom Berg am Laim Bahnhof. Nach dem Überqueren des Platzes hält sie westlich davon in der Max-Planck-Straße vor dem Maximilianeum noch einmal, bevor sie den Bayerischen Landtag (Sitz im Maximilianeum) gegen den Uhrzeigersinn umrundet. Anschließend geht es durch die Maximilianstraße am Maxmonument vorbei zur Theatinerstraße und zum Stachus.
Vom südöstlich liegenden Ostbahnhof aus kommend trifft eine weitere Trambahnlinie 21 an der Wörthstraße auf die Linien 15 und 25 und fährt auf demselben Gleiskörper bis zum Johannisplatz. Dort überholt sie eventuell ruhende Trambahnen der 15 und hält in der Einsteinstraße. Danach fährt sie wie die Trambahnlinie 19 über das Maximilianeum in die Innenstadt und weiter bis zum Westfriedhof.
Durch seine vielfältigen Weichenanlagen und die Gleisverbindung zum Straßenbahndepot am Leuchtenbergring fahren alle Linien zum Aus- oder Einrücken am Max-Weber-Platz vorbei.

#### Bus
Die Buslinie 155 der MVG verkehrt ab Max-Weber-Platz in Richtung Ramersdorf im Zehnminutentakt. Die Linie 9410 der Regionalverkehr Oberbayern verkehrt Montag bis Freitag elfmal täglich in Richtung Haag in Oberbayern und Gars Bahnhof. Samstags wird die Linie dreimal am Tag bedient. Die Bushaltestellen befinden sich in der Einsteinstraße am Straßenrand auf Höhe der Haltestelle der Linie 25.

#### S-Bahn
Im Rahmen der Planungen zur zweiten S-Bahn-Stammstrecke gab es Überlegungen, auch einen S-Bahnhof am Max-Weber-Platz zu errichten, um Passagieren eine Umsteigemöglichkeit zur U4 und U5 zu ermöglichen. Allerdings ist dies technisch und finanziell nicht durchsetzbar. Auch der Nutzen wäre bei 8500 Fahrgästen pro Tag zu gering, da schon am Ostbahnhof zur U5 und am Hauptbahnhof zur U4 und U5 umgestiegen werden kann.

## Umgebung
Nördlich des Platzes befindet sich das Klinikum rechts der Isar an der Ismaninger Straße. Westlich des Platzes wird das Maximilianeum von der Max-Planck-Straße umfahren. Südlich befindet sich am Johannisplatz die Kirche St. Johann Baptist. Einen knappen Kilometer südwestlich liegt das Kulturzentrum Gasteig.

## Sonstiges
Der Name dieses Platzes tritt auch in einer Satire auf die Münchner Trambahn des deutschen Humoristen und Volksschauspielers Weiß Ferdl auf: Ein Wagen von der Linie 8.
1912 eröffnen Isidor Fett und Karl Wiesel die „Lichtspiele am Max-Weber-Platz“.